# Катаріна Стенбок
Катаріна Стенбок (швед. Katarina Gustavsdotter Stenbock; 22 липня 1535, Торпа, муніципалітет Транемо, Вестерґьотланд — 13 грудня 1621, Стрьомсхольм, Вестманланд) — королева Швеції з 1552 по 1560 рік як третя і остання дружина короля Густава; політична посередниця, благодійниця.

## Біографія

### Раннє життя
Катаріна Стенбок була дочкою Риксрода Густава Олофссона Стенбока і Бріти Еріксдоттер Лейонгувуд, сестри попередньої дружини короля Густава Маргарити Лейонгувуд. Таким чином, вона була племінницею по материнській лінії королеви Маргарет і двоюрідною сестрою королівських дітей від цього шлюбу, включаючи майбутніх королів Швеції Югана III і Карла IX. Серед її братів і сестер була Ебба Стенбок.
Про неї мало відомостей до часу одруження. Можливо, вона служила фрейліною у своєї тітки, королеви, але в будь-якому випадку вона була відома особисто королю: завдяки шлюбу її тітки її родина належала до родини короля і звалася Kungafränderna («Відносини короля»), яка відігравала важливу роль при дворі, брала участь у сімейних заходах монарха, а також була присутня на весіллях та інших заходах її родини. Її батьки обоє були прихильниками монарха. Їх шлюб був організований королем паралельно з його власним першим шлюбом у 1531 році, її батько заснував свою кар’єру на вірності королю як риксрод, а її мати була в довірі короля: було сказано, що «її [королеви Маргарет] сестрі Бріджит... він завжди дуже довіряв». Після смерті її тітки королеви Маргарет в 1551 році, доки король не одружився знову, матері Катаріни Бріті та тітці Марті Лейонгуфвуд, спадкоємиці Крістіни Ґілленстієрни, було довірено піклування про королівських дітей.
Король заявив, що новий шлюб необхідний насамперед тому, що йому потрібна королева для двору і мати для його малих дітей. У березні 1552 року він звернувся до своєї матері, її тітки Марти та її чоловіка, а також небожа короля Пера Браге Старшого, який був одружений із сестрою Катаріни Беатою, і вважав, що вона запропонувала шлюб своїй родині на цій зустрічі. Її сім’я була прихильною до цього шлюбу, оскільки це зберегло сімейний зв’язок, який вони встановили з королем через його попередній шлюб з королевою Маргарет, вплив, який вони зберегли через Катаріну. Причиною одруження з Катаріною були великі витрати та тривалі переговори, необхідні для забезпечення шлюбу з іноземною принцесою в складному політичному кліматі в Європі під час триваючих релігійних конфліктів. Шлюб з королевою Маргарет забезпечив королю вірну підтримку з боку шведської знаті для його правління, корисний союз з ним підтвердив, знову одружившись у тій же сім’ї, одружившись з племінницею свого покійного чоловіка. Саму Катаріну описують як невисоку темно-русяву красуню з блакитними очима.
За традицією, як і її тітка та попередниця, Катаріна була заручена, коли король вирішив розірвати її заручини з шляхетним Густавом Йоганссоном Тре Розора (чиє прізвище означає Три троянди). Після одруження король одного разу почув, як вона сказала про свій сон: «Король Густав дуже дорогий мені, але я ніколи не забуду Троянду». Коли король прийшов до садиби її батьків Торпа, щоб свататися до неї особисто, оскільки закон вимагав від неї особистої згоди, кажуть, що вона втекла і сховалася за кущем у саду.
Проте серед церкви існувала опозиція проти шлюбу короля та племінниці його колишньої дружини, і архієпископ протестував, цитуючи Книги Мойсея, що забороняють шлюб між чоловіком та вдовою його дядька, що було інтерпретовано як заборона шлюбу з  сестрою покійниці. Король створив комісію на чолі з Георгом Норманом для доведення, що Старий Завіт поширюється лише на євреїв і що, у будь-якому випадку, він дозволяє чоловікові одружитися з сестрою своєї померлої дружини, а отже, шлюб з племінницею дружини має бути дозволеним. Король також доручив своїй королівській раді підтвердити церкві, що король одружився на їхнє прохання через потребу в королеві, а не через закоханість, і що він мав право одружуватися з ким захоче, після чого церква погодилася на шлюб.

### Королева Швеції
Шлюб відбувся в каплиці абатства Вадстена 22 серпня 1552 року, а наступного дня відбулася коронація Катерини як королеви. Під час весілля вона була одягнена в золоту сукню, а під час коронації — у срібну сукню, супроводжувана, як і королева Маргарет під час офіційних церемоній, її родичами-чоловіками. Весілля супроводжувало те, що вважалося поганими прикметами: по частинах країни прокотилася чума, згоріло місто Турку, а люди стверджували, що бачать погані прикмети та злі знаки на небі. Святкування тривало три дні. Коли всято відійшло, у великій пожежі місто згоріло Вадстена, що вважалося ще однією поганою ознакою.
Є мало інформації про Катаріну Стенбок як королеву. Таким чином, за допомогою її головної фрейліни Анни Гоґенскільд було покладено на неї нагляд за придворними жінками та її двоюрідними сестрами, королівськими дітьми; принцес — до одруження, а князів — доки вони не перестали бути дітьми. Здається, ніби її стосунки з її королівськими пасинками були хорошими, за винятком герцога Карла. Її приватні стосунки з королем мало згадуються, і було сказано, що вона «прийняла свою роль королеви Швеції з мовчазною гідністю» і не привертаючи зайвої особистої уваги. Однак кажуть, що король дійсно вважав їхню різницю у віці завеликою і задумав написати закон, який би заборонив будь-який майбутній шлюб між «двома людьми, з яких одна була молодою, а одна старою». Як королева Катаріна мала очікування її сім'ї, що вона замінить свою тітку королеву Маргарет у ролі лояльної посередниці між її сім'єю та королем, зберігаючи вплив своєї сім'ї, завдання, яке вона вірно виконала: у 1556 р., наприклад, її тітка Марта Лейонхуфвуд запитала про документ від короля щодо прав на лен Лекьо, завдання, яке вона успішно виконала. Один з інцидентів, згаданих про час її перебування на посаді королеви, був під час конфлікту між молодим придворним Гоґенскільдом Білке та її братами Еріком та Олофом, у якому Білке звинуватив Олофа та Еріка у використанні своїх позицій як братів королеви, щоб тероризувати інших молодих придворних-чоловіків під захистом Катерини. Коханка її пасинка Джона Карін Гансдоттер спочатку належала до її двору.
У 1554 і 1556 роках були ознаки того, що Катаріна вагітна, але жодна вагітність ніколи не була офіційно оголошена і жодна ніколи не була підтверджена. У 1555 році вона разом із королівськими дітьми супроводжувала короля до провінції Фінляндії, де вони пробули до 1556 року. Під час їхнього перебування на Аландських островах, де вони проводять зиму після повернення після візиту до Фінляндії, Катаріна постраждала від «раптових проблем з материнством», що було інтерпретовано як викидень, що є найближчою наявною інформацією про вагітність Катаріни Стенбок.
1 жовтня 1559 року у Стокгольмі вона була присутня на весіллі своєї падчерки принцеси Катарини Шведської та Едзарда II, графа Східної Фризії. Під час їхнього від’їзду зі Швеції молодих супроводжували сестра нареченої та брат нареченого, принцеса Швеції Сесілія, та Йохан II Східно-Фризійський. Під час перебування у Вадстені наслідний принц Ерік спіймав Сесілію та Йохана на сексуальному зв’язку. Великий скандал був відомий як Vadstenabullret (Грім Vadstena). Катарину та Едзарда помістили під домашній арешт, Йохана ув'язнили, а Еріка та Сесілію відіслали до Стокгольма. Кажуть, що король плакав, коли розповідав історію королеві Катаріні. Протягом усієї справи Катаріну Стенбок неодноразово просили бути посередницею між королем та його дітьми. Вона супроводжувала Сесілію на зустріч з батьком після її повернення до столиці, а також виступала через короля для принцеси Катаріни, яка намагалася домовитися про звільнення Йохана та дозволу їй та її чоловікові виїхати до Східної Фризії. У травні 1560 року принц Ерік попросив через неї дозволу свого батька поїхати до Англії, щоб зробити пропозицію Єлизаветі I Англійській.
Король Густав захворів і помер під час скандалу. Згідно з літописами, Катаріна була біля його ліжка протягом всієї його хвороби до смерті, принесла своє ліжко до нього, де вона спала, і врешті сама захворіла. Вона продовжувала виступати посередницею між королем і його дітьми, а на його скарги, що їх немає, відповідала, що вони були б і хотіли б, якби не боялися його гніву.

### Правління Еріка XIV
Король Густав помер 29 вересня 1560 року, і його наступником у першому шлюбі став його син Ерік XIV. У заповіті покійного короля Катаріні Стенбок було пообіцяно опіку над принцесами, які мали жити при дворі Еріка або її господарстві, доки вони не одружуються. Король не вказав, які маєтки повинні бути надані їй, але перед смертю він попросив двох своїх старших синів Еріка та Юхана надати їй бажаний вибір, зокрема, Трьомсгольм. У березні Катаріна змусила Еріка XIV видати письмову заяву про своє право на Трьомсгольм, який залишався її резиденцією до кінця її життя, а також на кілька інших земель і парафій у Судерманії, а також на її власну резиденцію в столиці. Анна, мати сумнозвісного радника нового короля Йорана Перссона, була наглядачкою при дворі вдови королеви в Трьомсгольмі.
Катаріна Стенбок залишалася вдовою 61 рік, і, попри участь у різноманітних церемоніях, до кінця сжиття вдягалася в траур. Вона була першою шведською королевою-вдовою, про яку згадують під титулом Riksänkedrottning (Королева Королівства). Протягом більшої частини правління Еріка XIV король був неодружений, а королева Катаріна церемонно виконувала функції першої леді королівського двору. У 1562 році, наприклад, вона відкрила бал на честь польського посольства, надісланого для переговорів про весілля між братом короля принцом Юханом і польською принцесою Катериною Ягеллон.
Здається, королева Катаріна мала добрі стосунки з Еріком XIV, який зазвичай ставився до неї з повагою, називав її «Моя дорога мачуха» і довіряв їй у певних критичних випадках. Під час конфлікту між королем та його братом принцом Юханом, коли король ув’язнив Юхана разом із його дружиною, Катаріна запропонувала їй допомогу посередниці, але Ерік відмовився від неї, звинувативши її в тому, що вона стала на бік Юхана.
Катаріні була відведена важлива роль у зв'язку з сумнозвісними вбивствами Стуре. Навесні 1567 року король ув’язнив кількох шляхтичів і доставив до Упсали, звинувачених у державній зраді. Серед них були брат Катаріни, Авраам Густафссон Стенбок; чоловік її тітки Марти Лейонхуфвуд, Сванте Стуре; її двоюрідні брати, Нільс Свантессон Стуре та Еріком Свантессон Стуре, та її дядько Стен Ерікссон Лейонхуфвуд. 24 травня у короля був напад божевілля і він убив Нільса Свантессона Стуре, після чого вбив інших її родичів, за винятком Стена Еріксона Лейонхуфвуда, а також іншого шляхтича. Після цього король покинув Упсалу. Через кілька днів його знайшли за містом у важкому стані й доставили до столиці, де його залишили на опіку Катаріни Монсдоттер. Катаріна прибула до Упсали в день вбивств. З нею зв'язалася делегація короля на чолі з її дядьком Стеном Лейонгуфвудом і Гоґенскільдом Білке, нещодавно також утримуваними королем, і попросила виступити посередницею між королем і родичами жертв вбивства. Вони проводжали її до столиці, де їй дали аудієнцію у короля. Це мала бути перша аудієнція з королем після вбивств, і королівський двір чекав її прибуття, оскільки ніхто не наважувався прийти в присутності королів після вбивств Стуре. Як повідомляється, коли вона увійшла до приміщення, король впав перед нею на коліна і попросив пробачення за вбивства. Він дав їй письмовий документ, що надає їй повноваження вести переговори з родичами жертв вбивства, серед яких її тітка Марта Лейонгуфвуд. Через Катаріну Марта Лейонгуфвуд висунула свої вимоги про захист від подальших переслідувань короля; офіційну заяву про невинність жертв вбивства; економічну компенсацію та арешт людей, справді відповідальних за поведінку монарха, яким вважався його радник Йоран Перссон. Король прийняв усі умови угоди, хоча невдовзі відновив Перссона.
Під час хвороби та одужання короля королівством керувала регентська рада, до складу якої входили дядьки Катаріни, Пер Браге Старший і Стен Лейонгуфвуд. У цей період Катаріна кілька разів відвідала ув’язненого брата короля, принца Юхана в Упсалі. Вона також була присутня, коли Ерік XIV відвідав свого брата в жовтні і в розгубленості запитав його, чи він король, чи ні. Їй вдалося влаштувати форму примирення між братами, і принц Юхан переїхав до Арбога, де його охороняли менш суворо. Катаріні приписують внесок у відновлення здоров’я короля того ж року.
9 червня 1568 року Катаріна Монсдоттер проголосила Катаріну хрещеною матір'ю королівського сина і віднесла його до хрещення. 4 липня 1568 року вона брала участь у подвійному весіллі між королем і Катаріною Монсдоттер та принцесою Софією і Магнусом II Саксен-Лауенбурзьким. Під час процесії до церкви королева-вдова супроводжувала наречену короля, а друга наречена, сестра короля, принцеса Софія, слідувала за нею з принцесою Єлизаветою, що вважалося образою з точки зору рангу, оскільки шлюб між королем і простолюдинкою було розцінено як скандал, який бойкотували герцоги, брати короля. Були повідомлення, що король мав плани вбити своїх братів, а також інших ворогів, запрошених на весілля, під час урочистостей, але плани провалилися, оскільки Монсдоттер попередила потенційних жертв через королеву-вдову. За іншою версією, Катаріна зробила це з власної ініціативи.
Під час повстання герцогів, братів короля, яке спалахнуло після суперечливого шлюбу короля і завершилося детронуванням короля Еріка XIV того ж року, Катаріна та її падчерки, принцеси Софія та Єлизавета, були з королем. Згідно з офіційною заявою принца Юхана після зміни влади в 1569 р., їх взяли під охорону, заборонили виїзд і поставили перед фактом можливості переачі московському царю Івану Грозному як заручниць. Ерік XIV уклав союз з Московією проти Речі Посполитої, і цар висунув вимогу віддати йому свою польську невістку, дружину князя Юхана, принцесу Катерину Ягеллонку, як заручницю для використання проти Речі Посполитої. Московське посольство в той час чекало в Стокгольмі, щоб привезти Катерину Ягеллонку до Московії. Через міжнародний тиск Ерік XIV був змушений відхилити цю вимогу, але запропонував замінити свою польську невістку мачухою та двома своїми сестрами. За словами Юхана, стосунки між королем і королевою-вдовою в цей час були поганими, оскільки він звинуватив її у фінансуванні данців під час Північної семилітньої війни і погрожував не тільки передати її, своїх сестер і їхніх чоловіків в руки московитів, але й спалити їх живцем. Незрозуміло, наскільки це правда і що з цього пропаганда від пізнішого Юхана III, щоб виправдати звільнення його брата, але в будь-якому випадку, королева Катаріна, принцеси Софія та Єлизавета покинули двір і втекли, щоб приєднатися до непокірних герцогів після того, як король отримав якусь погрозу, ймовірно, коли їм повідомили про запланований московський полон. За однією версією, їм дозволили прогулятися на човні і запливти до іншого берега, а іншою, вони прогулялися містом і дійшли до міських воріт. У всякому разі, коли вони покинули місто, їх до них приєднався чоловік принцеси Софії, Магнус II Саксен-Лауенбурзький, який був посланий королем переслідувати своїх братів, але замість цього взяв вдову королеву та принцес, щоб приєднатися до повстанців. Коли Ерік XIV був змушений видати свого радника Йорана Перссона, цілком можливо, що Катаріна вплинула на його долю: багато десятиліть по тому їй погрожував син Перссона, який звинувачував її у смерті свого батька.
Під час наступного ув’язнення Еріка XIV та Карін їхні діти були передані під варту Катаріни Стенбок та їхньої французької гувернантки Йоганни (Жанни) де Гербовіль з 1568 по 1570 рік. Ерік XIV мав добрі стосунки з Катаріною: навіть після того, як на нього у в’язниці напав її брат Улоф, він віддав їй належне, що вона не була вбита після своєї детронації.

### Пізніше життя
Після успадкування престолу Юханом III її землі були піддані сумніву її молодшим пасинком герцогом Карлом, оскільки вони знаходилися в його герцогстві. Усі її феодальні володіння в Седерманланді були обміняні на Аландські острови, що було дуже вигідним обміном, оскільки Аландські землі давали набагато більший дохід, ніж її попередні землі. Вона мала добрі стосунки з королем і часто позичала йому гроші. Її маєтки дозволили їй діяти як одній з провідних фінансистів Юхана III, особливо під час його війни з Московією, позики, які він не зміг їй повернути. Її єдиним майном у Седерманланді, що залишилося, була її головна резиденція Стрьомсхольмі, що спричинило конфлікт з герцогом Карлом. Герцог наполягав, що Стрьомсхольм належав йому, оскільки він знаходився в його герцогстві. Він вимагав, щоб вона  передала йому свої феодальні землі, і послав озброєні війська до цього району, щоб не дати їй збирати податки з фермерів. Він погрожував напасти на маєток, щоб фізично знищити її. Конфлікт загострився до моменту його одруження в 1579 році, оскільки він хотів представити Стрьомсхольм як резиденцію своєї нареченої. Права Катаріни захищав Юхан III, який нагадав Карлу, що, хоча король не згадав маєток у своєму заповіті, він просив князів усно забезпечити право його вдови на нього. Конфлікт, однак, тривав до 1582 року, коли Юхан III офіційно змусив королівську раду оголосити вирок у цьому питанні на користь Катаріни і погрожувати Карлу втратою його прав на престол, якщо він не поважатиме це рішення.
У 1570 році Катаріна захотіла одружитися з герцогом Франциском II Саксеном-Лауенбурзьким, шурином її падчерки принцеси Софії. Однак цим планам перешкодив чоловік Софії, Магнус II Саксен-Лауенбургський. Під час конфлікту між нею та герцогом Карлом за права на Стрьомсгольм вона отримала пропозицію від німецького графа Палатина, але відхилила її.
За правління Юхана III вона вже не мала такого помітного місця при дворі, оскільки король був одружений. Через свій королівський ранг вона посідала все більш домінуючу роль у своїй власній родині, часто приймала сімейні зустрічі та влаштовувала сімейні події, такі як весілля та похорони, і продовжувала діяти як посередниця між своїми родичами та королівським двором. У 1574 році стався скандал, коли її брат Ерік Стенбок здійснив свою легендарну втечу з їх двоюрідною сестрою Малін Стуре, дочкою її знаменитої тітки Марти Лейонхуфвуд. Пара була закохана, але Марта заборонила їм одружитися, оскільки вони були двоюрідними родичами. Марта змусила короля ув’язнити Еріка, але Катаріна та герцог Карл виступали посередниками, і протягом року домоглися звільнення Еріка та визнання їхнього шлюбу за любов’ю. У 1582 році вона брала участь у зустрічі Карін Монсдоттер і королеви Катерини Ягеллонки у замку Сварцйо.
Королева Катаріна Стенбок, а також королева Гунілла Білке виступали посередницями під час конфлікту між королем і королівською радою в 1589–1590 роках. Під час конфлікту Юхан III запідозрив радників у змові з метою скинути його на користь сина Еріка XIV. Катаріну повідомили, що ходили чутки про те, що вона мала провести збори радників у Стрьомсхольмі, де вони змовилися скинути короля. Вона зв'язалася з королем і захистила себе від звинувачень, і ніколи не була відкрито звинувачена.
У 1592 році Юхан III помер, і його наступником став його син Сигізмунд III Ваза, обраний королем Польщі, проти якого виступив герцог Карл. Катаріна брала участь у похованні Юхана III у 1594 році, і Сигізмунд затвердив свої володіння з правом призначати чиновників на Аланах. У 1595 році між Сигізмундом і герцогом Карлом спалахнула громадянська війна. Її брати відмовилися приєднатися до герцога Карла, який оголосив їх, її шурина Клауса Флемінга, губернатора Фінляндії, і її племінника своїми ворогами. Клаус Флемінг призначив нового чиновника на її феодальні Аландські острови і використав його запаси для Сигізмунда проти Карла. Ймовірно, це було зроблено зі схвалення Катаріни, яка надіслала попередження про Карла Флемінгу, але це не можна було довести, хоча Карл заарештував і допитав одного з людей Флемінга. У листопаді 1597 року володіння Катаріни на Аландських островах було конфісковано Карлом на підставі того, що воно було використано проти нього. Того ж року, після війни герцога Карла проти вірних Сигізмунду у Фінляндії, Флемінг був убитий, а сестра Катаріни Ебба Стенбок та її дочки були взяті в полон до герцога і ув’язнені в Стокгольмі: син Ебби був убитий під час Кривавої лазні в Обо 1599 р. Деякі родичі вдови королеви Катаріни залишилися вірними Сигізмунду і втекли до Польщі. Вона відвідала королеву Крістіну, щоб через неї благати перед королем прощення у 1599 році. Герцог Карл нічого не зміг довести проти самої Катаріни, і її феодальне володіння Аландських островів зрештою було замінено Дротнінгхольмом. Її резиденція в Стрьомсхольмі стала притулком для покинутих дружин і дочок її родичів-чоловіків, які втекли до Сигізмунда в Польщі, а їхні маєтки в Швеції і були конфісковані. Вона клопотала про повернення конфіскованого майна її родичам, іноді з успіхом. Її сестра Ебба та її дочки жили з нею після звільнення з в’язниці в 1600 році. Серед родичок, яких вона отримала як фрейлін, була Ебба Браге в 1614 році, яка була звільнена з роботи матері Густава Адольфа Шведського, щоб запобігти любовному зв'язку з королем, і чиє весілля вона влаштувала в 1618 році.
Королева-вдова Катаріна Стенбок провела свої останні роки, доглядаючи за своїми маєтками, займаючись залізними заводами та іншими підприємствами, проводячи час зі своїми ріднии, особливо зі своїми сестрами. Протягом останніх років вона періодично хворіла і з цієї причини не змогла бути присутньою на весіллі Густава Адольфа Шведського в 1620 році.
Заслужила репутацію благодійниці, даючи притулок багатьом жінкам вірних Сигізмунду засланих чоловіків, а також часто виступаючи як посередниця між місцевим селянством та королівським двором. Після її смерті в 1621 році на 86-му році життя було сказано: «Бідні втратили друга, сироти – свою матір». Похована в Упсальському соборі, але без власного пам'ятника.